# Ława na ławę

Ława na ławę (ukr. ława na ławu, ros. stienka na stienku) − popularna niegdyś wśród ludności ruskiej forma zmagań pięściarskich. Polegała na walce dwóch grup ludzi ustawionych naprzeciwko sobie w kilkurzędowych ławach. 
Zachowały się opisy takich walk m.in. wśród Kozaków zaporoskich (np. w Opisie Ukrainy Beauplana) oraz mieszkańców Petersburga (z udziałem 10 tys. uczestników w postaci serii walk wielu grup).
Na Ukrainie zmagania tego rodzaju wchodzą w skład sztuk walki hopak bojowy i spas.